# Aydınyayla, Alucra
Aydınyayla là một xã thuộc huyện Alucra, tỉnh Giresun, Thổ Nhĩ Kỳ. Dân số thời điểm năm 2011 là 27 người.